# Valley of the Boom
Valley of the Boom est une mini-série de docudrame américain en six parties d'environ 45 minutes créée par Matthew Carnahan et diffusée du 13 au 27 janvier 2019 sur National Geographic. La série se concentre sur la bulle spéculative et le déclin dans les années 1990 de la Silicon Valley. Elle met en vedette Bradley Whitford, Steve Zahn, Lamorne Morris, John Karna, Dakota Shapiro, Oliver Cooper et John Murphy.
Cette série est inédite dans tous les pays francophones.

## Synopsis
La série examine de près .
La série présente des entretiens avec de nombreuses personnes représentées dans les parties dramatisées de la production, en plus d'autres personnalités de l'Internet comme Mark Cuban et Arianna Huffington. Le cofondateur de Netscape et ancien vice-président de la technologie, Marc Andreessen, a refusé d'être interviewé.
Bien que le programme soit principalement axé sur la montée et la chute rapides de trois entreprises technologiques influentes, à savoir Netscape, theGlobe.com et Pixelon, le programme met également en évidence les petites entreprises de cette époque, telles que sfGirl.com.

## Distribution

### Acteurs principaux
- Bradley Whitford (VF : Daniel Lafourcade) : James L. Barksdale (en)
- Lamorne Morris (VF : Raphaël Cohen) : Darrin Morris
- Oliver Cooper (en) (VF : Fabrice Trojani) : Todd Krizelman
- John Karna : Marc Andreessen
- Dakota Shapiro : Stephan Paternot
- John Murphy (VF : Gérard Darier) : Jim Clark
- Steve Zahn (VF : Vincent Ropion) : Michael Fenne

### Acteurs récurrents
- Raf Rogers (VF : Benjamin Gasquet) : Sean Alvaro
- Chiara Zanni (en) (VF : Laëtitia Lefebvre) : Sheila
- Fred Henderson : Mike Egan
- Camille Hollett-French : Tara Hernandez (en)
- Mike Kovac (VF : Nicolas Duquenoy) : Balding Ponytail Coder
- Nick Hunnings (VF : Erwan Tostain) : Ed Cespedes
- Tom Stevens (en) (VF : Gabriel Bismuth-Bienaimé) : Phillip
- Siobhan Williams : Jenn
- Vincent Dangerfield (VF : Laurent Larcher) : Lee Wiskowski
- Jacob Richter : Dan Goodin
- Hilary Jardine (VF : Marie Tirmont) : Patty Beron
- Paul Herbert : Paul Ward
- Carey Feehan (VF : Stanislas Forlani) : Robert Dunning
- Donna Benedicto (VF : Audrey Sourdive) : Kate

### Invités
- Keegan Connor Tracy : Rosanne Siino (en) (épisodes 1 et 5)
- Luvia Petersen (en) : Mary Meeker (en) (épisode 1)
- Michael Patrick Denis : Thomas Reardon (en) (épisode 2)
- Jesse James : Barry Moore (épisode 4)
- Doug Abrahams : Alan C. Greenberg (en) (épisode 4)
- David Stuart (en) : Pit Boss (épisode 4)
- Rachel Hayward : Joyce (épisode 5)

 Source et légende : version française (VF) sur RS Doublage
- Version française
  - Société de doublage : Libra Films
  - Direction artistique : Christine Bellier
  - Adaptation : ?

## Production

### Développement
Le 15 novembre 2017, il a été annoncé que National Geographic avait donné à la production une commande de série comprenant six épisodes. Les producteurs exécutifs sont Matthew Carnahan, Arianna Huffington, Jason Goldberg, Brant Pinvidic et David Walpert. Matthew Carnahan devrait également jouer le rôle de showrunner pour la série et réaliser également la mise en scène. David Newsom est coproducteur exécutif et dirigera l'unité non scénarisée de la production. Joel Ehninger devrait jouer le rôle de producteur. Les sociétés de production impliquées dans la série comprennent STXtelevision et Matthew Carnahan Circus Products,,,. Le 24 septembre 2018, il a été annoncé que la série serait diffusée à partir du 13 janvier 2019.

### Casting
Le 16 mars 2018, il a été annoncé que Bradley Whitford, Steve Zahn, Lamorne Morris, John Karna, Dakota Shapiro et Oliver Cooper avaient rejoint le casting principal de la série,,.

## Sortie

### Commercialisation
Le 24 juillet 2018, la première bande-annonce de la série est sortie.

### Première
Le 21 septembre 2018, la série a été présentée en première mondiale lors du deuxième festival annuel de télévision Tribeca à New York. Après une projection, une conversation a eu lieu avec des membres de la distribution et de l'équipe, y compris le créateur Matthew Carnahan, les acteurs Bradley Whitford, Steve Zahn, Lamorne Morris et le sujet réel Stephan Paternot, fondateur de theGlobe.com.

## Épisodes
1. print ("hello, world")
2. Pseudocode
3. Méthodes agile (agile method)
4. Inversion des priorités (priority inversion)
5. Erreur de segmentation (segfault)
6. fatal error

### Diffusion
La série a été présentée en première mondiale sur National Geographic dans 171 pays et 45 langues. STXtelevision a distribué la série en Chine.

## Réception
La série a rencontré une réaction mitigée des critiques lors de sa première. Sur le site Web d'agrégation d'avis Rotten Tomatoes, la série détient un taux d'approbation de 67% avec une note moyenne de 5,85 sur 10 sur la base de 15 avis. Le consensus critique du site Web se lit comme suit : « Un collage visuel de l'histoire de dot com, Valley of the Boom s'avère tout aussi tentaculaire et délabré que le sujet des docuseries ». Metacritic, qui utilise une moyenne pondérée, a attribué à la série un score de 58 sur 100 sur la base de 11 critiques, indiquant "des critiques mitigées ou moyennes".